# Melanorhopala clavata
Melanorhopala clavata är en nordamerikansk insektsart som först beskrevs av Carl Stål 1873.  Melanorhopala clavata ingår i släktet Melanorhopala och familjen nätskinnbaggar. Inga underarter finns listade i Catalogue of Life.